# Rhynchoglossum spumosum
Rhynchoglossum spumosum är en tvåhjärtbladig växtart som beskrevs av Adolph Daniel Edward Elmer. Rhynchoglossum spumosum ingår i släktet Rhynchoglossum och familjen Gesneriaceae. Inga underarter finns listade i Catalogue of Life.